# Костюковка (Винницкая область)
Костюко́вка (укр. Костюківка) — село на Украине, находится в Тепликском районе Винницкой области.
Код КОАТУУ — 0523783201. Население по переписи 2001 года составляет 489 человек. Почтовый индекс — 23844. Телефонный код — 4353.
Занимает площадь 0,119 км².

## История
В 1946 году указом ПВС УССР село Низший Ташлык переименовано в Костюковку.

## Адрес местного совета
23844, Винницкая область, Теплицкий р-н, с. Костюковка, ул. Шевченко, 3